# El Haouch
El Haouch (în arabă الحوش) este o comună din provincia Biskra, Algeria.
Populația comunei este de 4.923 de locuitori (2008).